# Love Will Keep Us Alive
Love Will Keep Us Alive è un singolo del gruppo musicale statunitense Eagles, pubblicato nel 1995. 
Il CD singolo contiene tre brani, la title track, New York Minute di Don Henley in versione dal vivo (incluso anche nel CD di Hell Freezes Over) e l'inedito in studio Help Me Through the Night di Joe Walsh, quest'ultimo incluso in versione live nel video di Hell Freezes Over.

## Tracce
1. Love Will Keep Us Alive – 4:03
2. New York Minute – 6:37
3. Help Me Through the Night – 3:50

## Formazione
- Timothy B. Schmit - voce, basso
- Glenn Frey - chitarra acustica, cori
- Joe Walsh - chitarra elettrica, cori
- Don Henley - batteria, percussioni, cori
- Don Felder - chitarra elettrica

## Classifiche
| Classifica                       | Posizione migliore |
| -------------------------------- | ------------------ |
| Billboard Canadian Singles Chart | 10                 |
| Canadian Adult Contemporary      | 11                 |
| Official Singles Chart           | 52                 |
| Adult Contemporary               | 1                  |
| Adult Top 40                     | 37                 |
| Top 40 Mainstream                | 27                 |